# Oedudes ramsdeni
Oedudes ramsdeni är en skalbaggsart som först beskrevs av Fisher 1926.  Oedudes ramsdeni ingår i släktet Oedudes och familjen långhorningar.
Artens utbredningsområde är Kuba. Inga underarter finns listade i Catalogue of Life.